# Íhor Turtxín
Íhor Ièvdokimovitx Turtxín (ucraïnès: Ігор Євдокимович Турчин; 16 de novembre de 1936 - 7 de novembre de 1993) va ser un entrenador d'handbol ucraïnès, que va dirigir les seleccions soviètiques i després ucraïneses del 1973 al 1993, guanyant tres medalles olímpiques i cinc campionats del món. Candidat de Ciències Pedagògiques. L'entrenador més reeixit de la història de l'handbol. Per assoliments destacats en els esports, Turtxín i el seu equip Spartak (Kíiv) estan inclosos en el Llibre Guinness dels Rècords. Sota el seu lideratge, l'equip es va convertir en 20 vegades campió de l'URSS (1969-1988), en 13 vegades guanyador de la Copa de Campions d'Europa.(1970-1973, 1975, 1977, 1979, 1981, 1983, 1985-1988), així com el primer campió de la Ucraïna independent (1992).
Es va casar amb Zinaïda Turtxinà el 1965, que, segons una enquesta realitzada el 2000 per la Federació Internacional d'Handbol, va ser reconeguda com la millor jugadora d'handbol del planeta el segle xx.

## Biografia
Va néixer el 16 de novembre de 1936 en la localitat de Sofivka, comtat de Cetatea Albă del regne de Romania (en l'actualitat a la regió d'Odessa) en la família d'un empleat. A l'any següent, juntament amb els seus pares, es va traslladar a Kíiv, on el seu pare va ser nomenat membre del Comissariat del Poble d'Agricultura (més tard, Ministeri d'Agricultura) de la República Socialista Soviètica d'Ucraïna. Durant la Segona Guerra Mundial, la família es va veure obligada a separar-se: el pare Evdokim Turtxín va servir en l'Exèrcit Roig, i la mare i el fill van ser evacuats als Urals. Després de l'alliberament del territori d'Ucraïna, el seu pare va tornar a servir en el Ministeri i la família es va reunir a Kíev. En el mateix any, Íhor va ser al primer grau de l'escola. Des de 1947, els Turtxín van canviar el seu lloc de residència diverses vegades, la qual cosa va ser causat pels nous nomenaments del pare. Durant els últims graus de l'escola secundària Khmelnytsky N.º 6, Íhor es va interessar pels esports, en particular, el bàsquet. Va jugar per a la selecció de la regió de Jitómir en aquesta disciplina. El 1954-1955, després de graduar-se de l'escola russa número 3 de Jitómir, va estudiar a l'escola tècnica d'horticultura al poble de Kroshnya (en l'actualitat parteix de Jitómir). Aquesta elecció es va deure a la decisió de continuar l'especialització del seu pare: l'agricultura. Després d'això, tenia la intenció d'ingressar a l'Institut Agrícola de Jitómir (en l'actualitat la Universitat Nacional Polesie), però no va poder aprovar els exàmens, la qual cosa li permetria aprovar la competència. En aquest sentit, decideix canviar dràsticament la seva vida i connectar-la amb l'esport. El 1955-1959 va cursar estudis en la Facultat d'Educació Física i Esports de l'Institut Pedagògic Kamenets-Podolsk (ara la Universitat Nacional Kamenets-Podolsk). Va diplomar de l'escola secundària amb honors, havent rebut l'especialitat de professor d'educació física, anatomia i fisiologia humana. En l'institut va participar en actuacions d'afeccionats, actuat en l'escenari com a animador i cantant.
El 1959, després de graduar-se de la universitat, va ser assignat com a entrenador de bàsquet a l'Escola Esportiva Infantil i Juvenil de Kíiv Número 2. No obstant això, no hi havia una secció de bàsquet, per la qual cosa va ser aprovat per al lloc d'entrenador de tennis de taula. En aquest camp va tenir èxit gairebé immediatament: un dels seus estudiants ràpidament es va convertir en el campió d'Ucraïna. Més tard li van oferir dirigir un equip jove de handbol. En aquest sentit, va començar a estudiar les regles i tàctiques d'aquest nou esport per a ell, així com a completar la composició. Per a això, va visitar les escoles de Kíiv, va persuadir als professors d'educació física perquè reunissin equips d'handbol i els presentessin a les competicions, on va seleccionar als estudiants talentosos que li agradaven. En una de les escoles, la seva elecció va recaure en Zinaida Stolitenko i la seva amiga Galina Manokhu, que es van unir a l'equip on Lyudmila Bobrus, Elena Salienko, Anna Ozeryanskaya ja estaven jugant. Així, el 1959 Turtxín va reunir un equip de handbol d'adolescents, que el 1962 es va convertir en l’HC Spartak Kíiv. El club es va convertir en vint vegades campió soviètic (1969–1988) i 13 vegades guanyador de la EHF Champions League (1970–1973, 1975, 1977, 1979, 1981, 1983, 1985–1988).
Aquestes esportistes van formar la columna vertebral del futur club estrella HC Spartak Kíiv. Fins a 1962, quan van rebre una participació per al campionat de tota la Unió, l'equip va competir a la ciutat en la divisió juvenil i en els campionats de la república. El 1962 és l'any que es considera el punt de partida per a la creació del club. El 1963, l'Spartak va guanyar el campionat de Kíev entre equips femenins. El 1964, Spartak va fer el seu debut en el campionat de l'URSS entre els equips de classe A, ocupant el segon lloc, i a l'any següent, convertint-se en el primer, va guanyar el dret a jugar en la lliga superior. En la temporada de 1966, l'equip de Kíev va obtenir el quart lloc, a l'any següent van guanyar medalles de plata, el 1968 van guanyar el bronze. El 1969, els sentinelles de Turtxín van anotar el mateix nombre de punts que el Luch de Moscou i en un partit addicional pel títol de campions nacionals vencent als seus rivals amb una puntuació de 28:20. Sota la direcció d'un entrenador maximalista, l'equip va ser 20 vegades campió de l'URSS (1969-1988), 13 vegades guanyador de la Copa de Campions d'Europa (1970-1973, 1975, 1977, 1979, 1981, 1983, 1985-1988). El 1976 va ser guardonat amb la medalla d'or del Comitè d'Esports de l'URSS El millor entrenador del país el 1975-1976. El 1976 va ser reconegut com el millor entrenador del món. El HC Spartak va arribar a ser 20 vegades campió soviètic (1969-1988) i 13 vegades guanyador de la EHF Champions League (1970-1973, 1975, 1977, 1979, 1981, 1983, 1985-1988).
| « | Després del fracàs en els partits de classificació del Mundial de 1971, on el nostre equip femení va perdre davant les romaneses en el partit extra, es van treure serioses conclusions organitzatives, es va reforçar el lideratge de l'equip, que incloïa a moltes jugadores d'handbol talentoses, principalment del Spartak Kíiv. L'entrenador sènior de l'equip nacional I.E. Turtxín va aconseguir crear no sols un conjunt prim i fort, sinó que també va fer una contribució creativa significativa a l'equip tàctic de l'equip, donant-li originalitat amb respecte els patrons de joc comuns d'aquesta època. En amplis cercles d'experts mundials, aquesta tàctica es va denominar tàctica de Turtxín, que va ser un reconeixement del naixement d'una nova escola d'handbol modern". | » |

L'equip d'handbol femení de l'URSS encapçalat per Ihor Turtxín, va obtenir el primer lloc en els Jocs Olímpics de Mont-real (1976), per primera vegada en la història (en format 7 × 7). Aquest èxit es va repetir en els següents jocs a Moscou (1980), i l'equip no va poder participar en els Jocs Olímpics de Los Angeles (1984) per raons polítiques.
L'equip de l'URSS el va fer medallista de bronze dels Jocs Olímpics de Seül (1988), la qual cosa va ser considerat pel lideratge esportiu soviètic com un fracàs i Turtxín es va veure obligat a deixar el seu lloc. A més, l'equip dirigit per ell va guanyar dues vegades els campionats mundials (1982, 1986), el 1975 i 1978 i va ser medallista de plata dels campionats mundials, el 1973 - bronze, el 1984 va guanyar la competència Friendship-84. L'equip de Turtxín també es va convertir en el primer campió de la Ucraïna independent (1992). 61 dels seus alumnes tenen medalles d'or dels campionats de l'URSS, i 29 - premis dels campionats olímpics i mundials.

## Vida personal
El 1965 es va casar amb Zinaïda Turtxinà, una pupil·la seva d'handbol 10 anys menor que ell, amb la qual portava temps sortint en secret. Segons els seus records, tot l'equip estava enamorat d'ell en aquells dies, i en assabentar-se que l'entrenador se li havia declarat a Zinaïda, les jugadores la van boicotejar fins que Turtxín va posar fi a la situació. Als pares de Zinaïda els va costar acceptar el seu matrimoni amb un home deu anys més gran que la seva filla. Van tenir una filla, Natalia (nascuda el 1971), i un fill, Mikhail (nascut el 1983). Natalia va jugar a handbol al costat de la seva mare en l'Spartak de Kíiv, mentre que Mikhail es va dedicar al bàsquet.
En els seus darrers anys, Turtxín va patir uns quants atacs cardíacs. Es va sotmetre a una complexa cirurgia de bypass a Noruega i, després, va entrenar vuit mesos a l'equip d’handbol femení noruec. Va morir d'un atac de cor durant un partit de la Copa EHF a Romania el 1993.
 Després de la seva mort, la seva dona es va fer càrrec de la seva tasca d'entrenador amb l'Spartak Kiiv i l'equip nacional ucraïnès.
La pel·lícula To win it all es va produir en el seu honor i explica la història del gran entrenador Íhor Turtxín i del seu llegendari equip, el Spartak de Kíiv, que figura en el Guiness World Rècords pel seu nombre de victòries i trofeus.

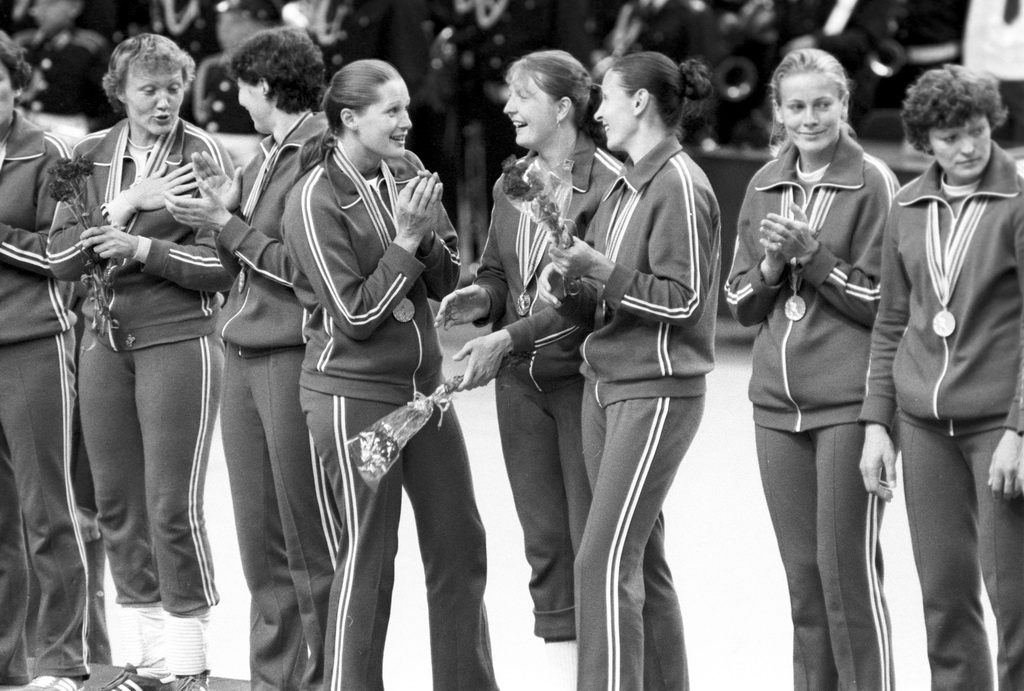
Part de l'equip de l'URSS en els Jocs Olímpics de 1980, on van guanyar la medalla d'or. Zinaïda Turtxina és la tercera jugadora començant per la dreta.

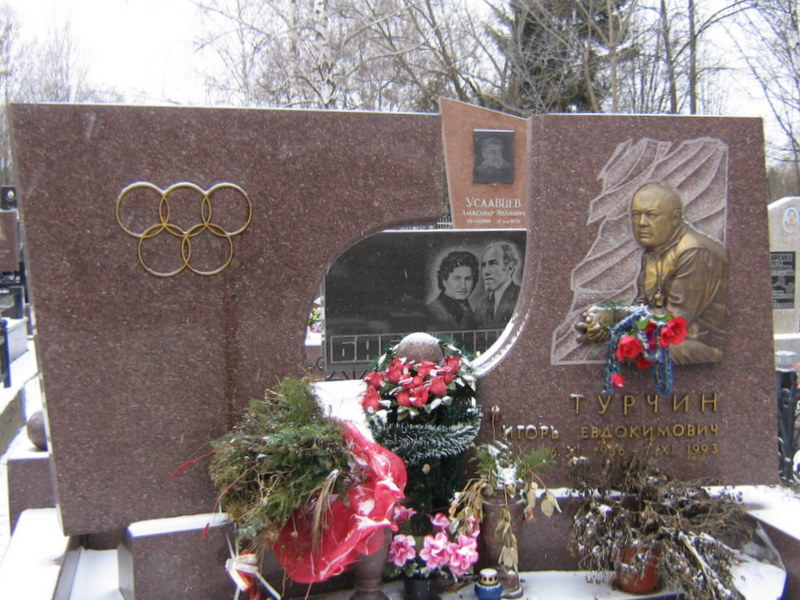
Tomba d'Ígor Turtxín.

## Premis
- Orde de la Bandera Roja del Treball (1976, 1980)[22]
- Orde de la Insígnia d'Honor (1971)[22]
- Orde de l'Amistat dels Pobles (1985)[22]
- 1971 Entrenador d'honor de l'URSS.[28]
- Instructor d'honor de la República Socialista Soviètica d'Ucraïna.[28]

## Llegat
En memòria del destacat entrenador, des de 1995 se celebra anualment a Kíev el torneig internacional d'handbol Copa Turtxín. En diferents anys, al torneig van assistir els equips femenins dels països de la CEI, els equips nacionals i juvenils d'Ucraïna, l'equip de clubs ucraïnesos i l'equip Spartak (Kíiv).
En la façana de la casa del número 15 del carrer Lutheranskaia, on va viure l'entrenador de 1980 a 1993, es va instal·lar una placa commemorativa al novembre de 2002. El 2016, el carrer Vasili Blucher a Kíiv va passar a dir-se carrer Íhor Turtxín. L'1 de juliol de 2016 es va completar el documental ucraïnès Win Everything dirigit per Dmitry Tomashpolski en el seu nom, reflectint l'enfocament maximalista de l'entrenador. Segons l'autor, la pel·lícula es basa en l'ús extensiu de materials d'arxiu i en una edició paral·lela, combinant-los amb metratge modern. La pel·lícula està dedicada a les victòries i derrotes del Spartak de Kíiv associades amb l'obra de Turtxín; el seu clímax emotiu és la recreació dels esdeveniments de la seva mort, que va tenir lloc el 7 de novembre de 1993 a Bucarest, per a la qual els membres de l'equip van arribar allí. «Les atletes em van donar imatges amateur d'aquest partit en el qual va morir Íhor Turtxín. El vídeo va ser filmat pels seus familiars. El més valuós són fragments del partit de tornada, que va tenir lloc després de la mort de l'entrenador. Hi ha un enregistrament de la veu de Turtxín, en la qual parla, comenta i fa observacions als esportistes. En l'últim partit contra els romanesos el Spartak va perdre. Després del succeït, el partit va ser cancel·lat. Quan es va repetir el partit, van guanyar. En realitat, aquesta és una pel·lícula sobre com va morir per a guanyar el joc», va dir el director.

## Obres de Turtxín
- Turtxín I. E. Гандбол: учебное пособие для студентов институтов физической культуры / Под ред. Л. А. Латышкевича. (Handbol: llibre de text per a estudiants d'instituts de cultura física) / Editat per L. A. Latyshkevich. Kíiv: Vyshcha Shkola, 1988. ((rus))
- Turtxín I. E. Стратегия игры (Estratègia de joc) / Semenenko A. M., Fisyun V. Z. Kíev: Molod', 1988. (Banderers de l'esport). - ISBN 5-7720-0042-X. ((rus))